# The Horn Book Magazine
The Horn Book Magazine ist eine amerikanische Fachzeitschrift für Kinder- und Jugendliteratur. Die 1924 in Boston gegründete Zeitschrift erscheint alle zwei Monate und richtet sich an Kinder- und Jugendbibliothekare, Buchhändler und Verleger, aber auch an Autoren und Literaturwissenschaftler. Der Titel Horn Book ist englisch für Hornbuch, eine frühe Lesehilfe für Kinder.
Der Ursprung der Zeitschrift liegt in einer suggestive purchase list (deutsch Vorschlagsliste zum Buchkauf), die Bertha Mahony Miller und Elinor Whitney Field ab 1924 in Boston herausgaben. Miller und Field waren Eigentümerinnen des Bostoner Bookshop for Boys and Girls, der 1916 als erster Kinderbuchladen der USA von der Women’s Educational and Industrial Union gegründet wurde. Der Buchladen schloss 1936, aber die Zeitschrift existierte weiter. Das Horn Book Magazine wurde 2009 vom Verlag Media Source erworben, der im Folgejahr auch die Zeitschriften Library Journal und School Library Journal (SLJ) erwarb.
In jeder Ausgabe der Zeitschrift sind Reviews von Neuerscheinungen der Kinder- und Jugendliteratur enthalten, dazu Artikel und Essays über Entwicklungen auf dem Gebiet. Einmal im Jahr wählen die Redakteure unter dem Namen Fanfare ihre Auswahl der besten Neuerscheinungen des Jahres.